# Winchester ’73

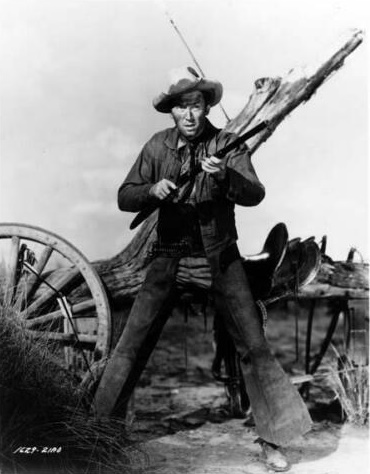
James Stewart w scenie z filmu

Winchester ’73 – amerykański czarno-biały western z 1950 roku.

## Fabuła
Rewolwerowiec Lin McAdam, ścigając swojego wroga Dutcha Henry’ego Browna, trafia do miasteczka, w którym odbywają się zawody strzeleckie. Główną nagrodą jest karabin z limitowanej serii Winchester ’73. Lin postanawia stanąć do zawodów, by zdobyć tę broń. Do rywalizacji włącza się także jego wróg Dutch.

## Obsada
- James Stewart - Lin McAdam
- Shelley Winters - Lola Manners
- Stephen McNally - Dutch Henry Brown
- Millard Mitchell - High-Spade Frankie Wilson
- Charles Drake - Steve Miller
- John McIntire - Joe Lamont
- Will Geer - Wyatt Earp
- Jay C. Flippen - sierżant Wilkes
- Rock Hudson - Młody Byk
- Tony Curtis (w napisach: Anthony Curtis) - Doan
- James Best - Crator